# Ernst Loewenberg
Ernst Lutwin Loewenberg (geboren 15. Juni 1896 in Hamburg; gestorben 26. Januar 1987 in Brookline, USA) war ein deutsch-amerikanischer Pädagoge und Hochschullehrer.

## Leben
Loewenberg wuchs als ältester Sohn des Dichters und Lehrers Jakob Loewenberg und der Jenny Stern in einer Hamburger jüdischen Familie auf. Er besuchte dort das Wilhelm-Gymnasium, das er nach Prüfung kurz nach Kriegsausbruch im August 1914 mit dem Notabitur verließ. Anschließend studierte er in Heidelberg, Berlin und Hamburg. Als Kriegsfreiwilliger nahm er von 1916 bis 1918 am Ersten Weltkriegs teil und nahm nach Kriegsende sein Studium wieder auf. 1921 wurde er mit einer Schrift über ein Werk Detlev von Liliencrons promoviert.
Von 1921 bis 1929 und von 1931 bis 1934 arbeitete Loewenberg als Lehrer an der Hamburger Lichtwarkschule, zugleich war er Dozent für Deutsche Literatur an der Hamburger Volkshochschule. Während der zweijährigen Unterbrechung versuchte Loewenberg, das zuvor von seinem Vater geleitete private Lyzeum zu erhalten, was ihm während der Weltwirtschaftskrise nicht gelang. 1934 wurde er als Jude aus dem Staatsdienst entlassen, Grundlage war das Gesetz zur Wiederherstellung des Berufsbeamtentums. Loewenberg wechselte an die größte jüdische Schule Hamburgs, die Talmud-Tora-Schule, an der er bis zu seiner Emigration im Herbst 1938 unterrichtete. Außerdem war er während der frühen 1930er Jahre als Vorstandsmitglied der Deutsch-Israelitischen Gemeinde Hamburgs tätig.
Nach seiner Emigration in die USA lehrte er von 1940 bis 1962 an der Groton School in Massachusetts und anschließend bis 1965 als Gastlektor für Germanistik an der Brandeis University.

## Schriften
- Studien zu Liliencrons Poggfred (1921; Dissertation)
- Jakob Loewenberg: Eine Auswahl aus seinen Schriften. - Herausgegeben und eingeleitet von Ernst Loewenberg. - Berlin, 1937
- Mein Leben in Deutschland, Auszug, in: Monika Richarz (Hrsg.): Jüdisches Leben in Deutschland.  Band 3: Selbstzeugnisse zur Sozialgeschichte 1918–1945. Stuttgart : DVA, 1979, S. 244–252